# Зяблово (Орловская область)
Зяблово — деревня в Сосковском районе Орловской области России.
Входит в состав Алмазовского сельского поселения.

## География
Расположена на левом берегу реки Ицка в окружении деревень: Шаховцы (на востоке), Кочевая (на юге) и Озеровка (на западе).
В деревню заходят просёлочные дороги, имеется одна улица — Первомайская.

## История
Юго-восточнее Зяблово находится заброшенная усадьба больницы им. Сакко и Ванцетти, которая до Октябрьской революции являлась усадьбой графа Алмазова (при Петре I — посол во Франции). Граф имел владения в деревнях Альшань, Введенское, Шаховцы, Зяблово, Кочевая и Озеровка (ныне Сосковского района).
По состоянию на 1927 год деревня принадлежала Алмазовскому сельскому совету Нижне-Боевской волости Орловского уезда; её население составляло 586 человек (262 мужчины и 324 женщины) при 117 дворах.

## Население
| 2002 | 2010 |
| ---- | ---- |
| 115  | ↘88  |